# Limonium emarginatum
Limonium emarginatum, también conocida como siempreviva del Estrecho, es una planta perenne perteneciente a la familia de las plumbagináceas. Es endémica del Estrecho de Gibraltar, en España y Marruecos. Es un endemismo aljíbico-tingitano.

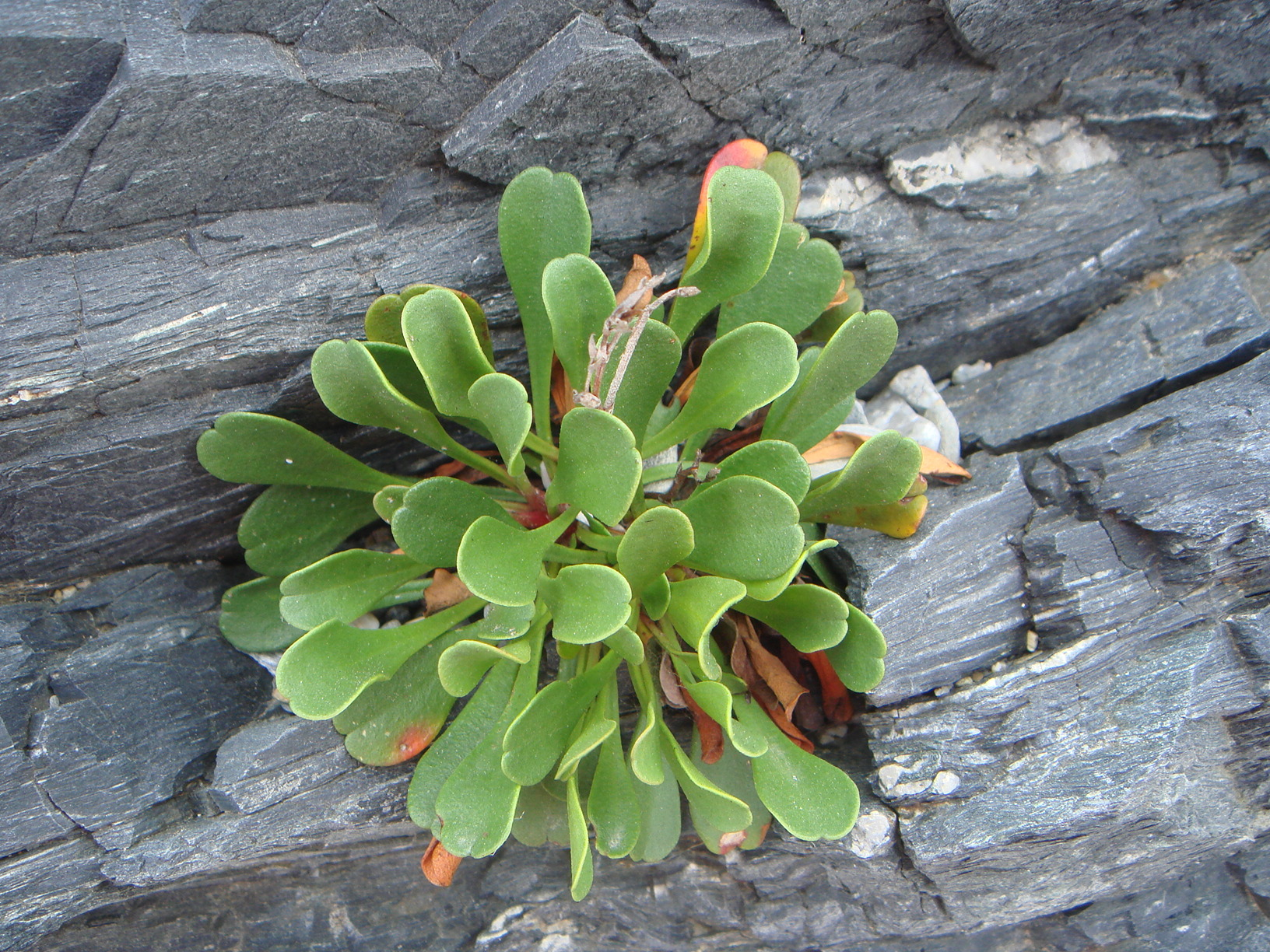
Detalle de las hojas

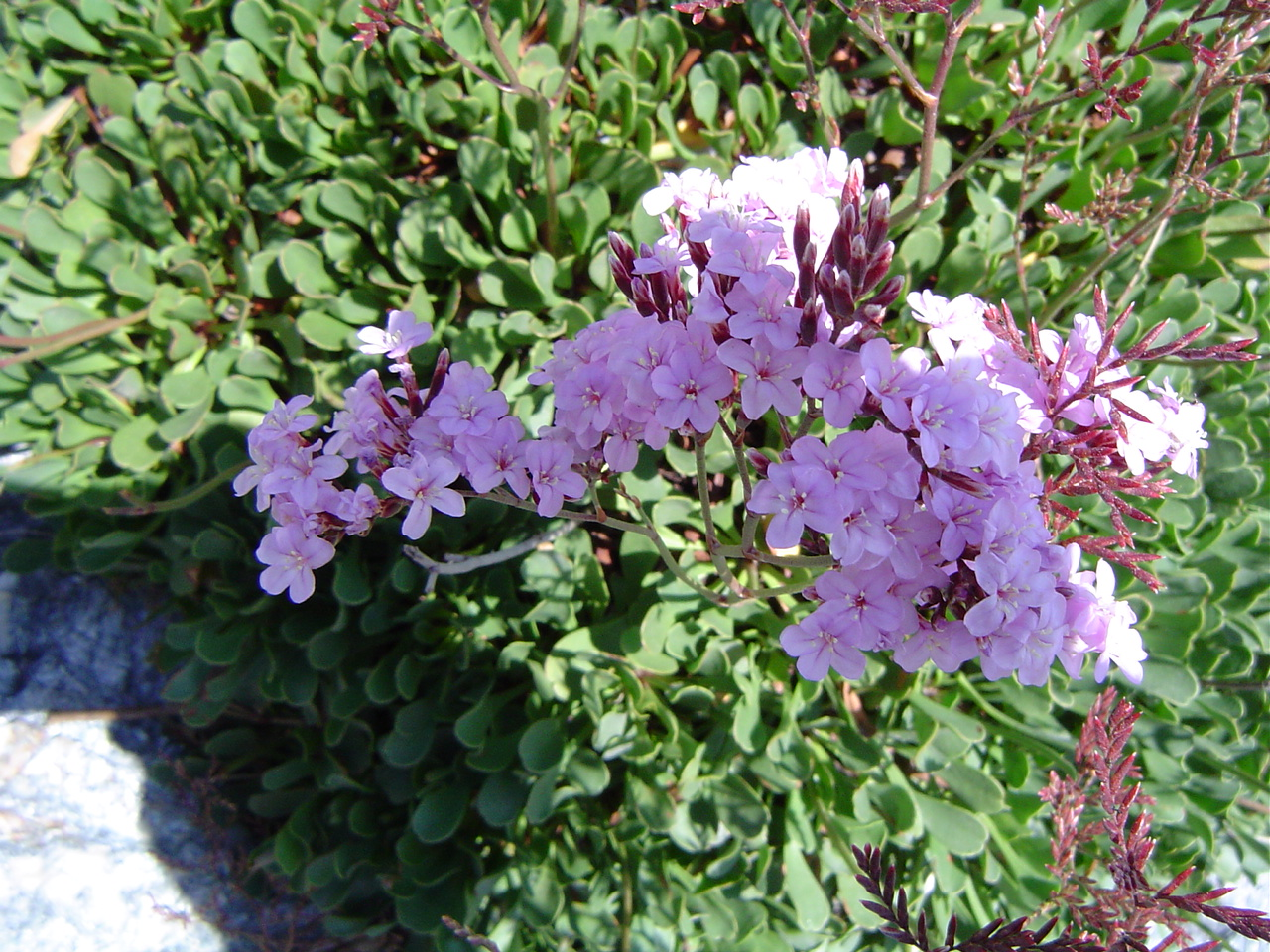
Inflorescencia

## Caracteres
Es una planta perenne y perennifolia, multicaule que forma matas de aspecto pulviniforme de hasta 25 cm
de altura y 50 cm de diámetro. Los tallos crecen hasta 80 cm y son erectos. Las hojas gradualmente se estrechan en un pecíolo con un nervio central muy marcado y dos laterales menos marcados. La inflorescencia paniculada, las ramas principales rectas con numerosas espigas a su vez con 4-8 espiguillas. Las brácteas externas ovado-oblongas u ovado-triangulares y con el ápice obtuso y las internas, estrechamente ovada a estrechamente elípticas, subcoriáceas, con márgenes estrechamente membranosos y ápice obtuso. El cáliz es tan largo o ligeramnte más largo que la bráctea interna, con tubo glabro o ligeramente piloso en la base y dientes triangulares agudos. La corola presenta pétalos cuneiformes, violáceos o azul-violáceos.
La floración se extiende desde abril hasta finales de octubre en el hemisferio norte. La fructificación y liberación de las
semillas comienza a finales de julio y se prolonga hasta finales de noviembre.

## Hábitat y ecología
Se la encuentra en fisuras de acantilados costeros constituidos por areniscas oligocenas, donde aparece en extensas poblaciones que aprovechan las fisuras de las rocas para arraigar.
Aparece acompañada de Calendula suffruticosa, Crithmum maritimum, Pallenis maritima, entre otras especies. En los ecosistemas litorales (dunas, marismas, acantilados) atlánticos del
sur de España, se han encontrado nueve especies del género Limonium: 
Limonium echioides, Limonium angustifolium, Limonium algarvense,  Limonium ferulaceum, 
Limonium diffussum, Limonium ovalifolium,
Limonium oleifolium, Limonium sinuatum, y Limonium emarginatum.
L. emarginatum vive en lugares que presentan sustratos con una reacción desde levemente ácida a neutra (con una amplitud de pH de 6,1 a 7,5) y levemente salinos, con una conductividad eléctrica de 1 hasta 4,9 S/m.
Se ha estudiado la capacidad de esta especie para germinar y estableceree en soluciones con proporciones crecientes de sal (NaCl), desde 0 hasta 6%. Se observó que el incremento en la concentración de sal retardó el inicio y la finalización de la germinación y redujo el porcentaje final de semillas germinadas. De hecho, en las soluciones que contuvieron más del 2% de sal, directamente no hubo germinación. No obstante, cuando las semillas eran extraídas de las soluciones salinas y puestas a germinar en agua, se observó entre un 60 a 70% de germinación. Se sigue que los pretratamientos con sal tienen un impacto positivo sobre la germinación de esta especie halófita ya que, incluso, la rapidez en el proceso de germinación fue mayor cuando las semillas eran previamente expuestas a condiciones de salinidad.
Algunas especies introducidas, como por ejemplo Carpobrotus edulis originaria de Sudáfrica, son verdaderas plantas invasoras y entran en competencia con Limonium emarginatum, en su nicho ecológico. La competencia interespecífica,  es más lesiva para Limonium emarginatum ya que las plantas de Carpobrotus edulis están colonizando y ahogando a las poblaciones de Limonium emarginatum como en Punta Camarinal y Peñón de Gibraltar. En terrenos con pendientes suaves esta colonización es clara y se asientan sobre los rodales de Limonium ahogándoles en su crecimiento, impidiendo la llegada de luz y compitiendo por el sustrato en el que se asientan. En los terrenos con mayor pendiente y escarpados, emiten sus ramas que se descuelgan por los acantilados y llegan hasta donde se encuentra los rodales de Limonium emarginatum.

## Distribución
Es una especie endémica del Estrecho de Gibraltar, en España, Gibraltar y Marruecos. Fue descrita originalmente sobre material procedente del Peñón de Gibraltar. Más tarde se comprobó su presencia en las costas de Cádiz, fuera de Gibraltar, donde se encuentra en algunas localidades desde Punta Carnero al sur de Algeciras, hasta Punta Camarinal en Tarifa. Cubre además los acantilados de la Isla de las Palomas en Tarifa. Al otro lado del Estrecho es frecuente en Ceuta y en la costa hasta Castillejos ya en Marruecos. En Ceuta aparecen dos poblaciones, una en el Monte Hacho y otras en las cercanías de Benzú

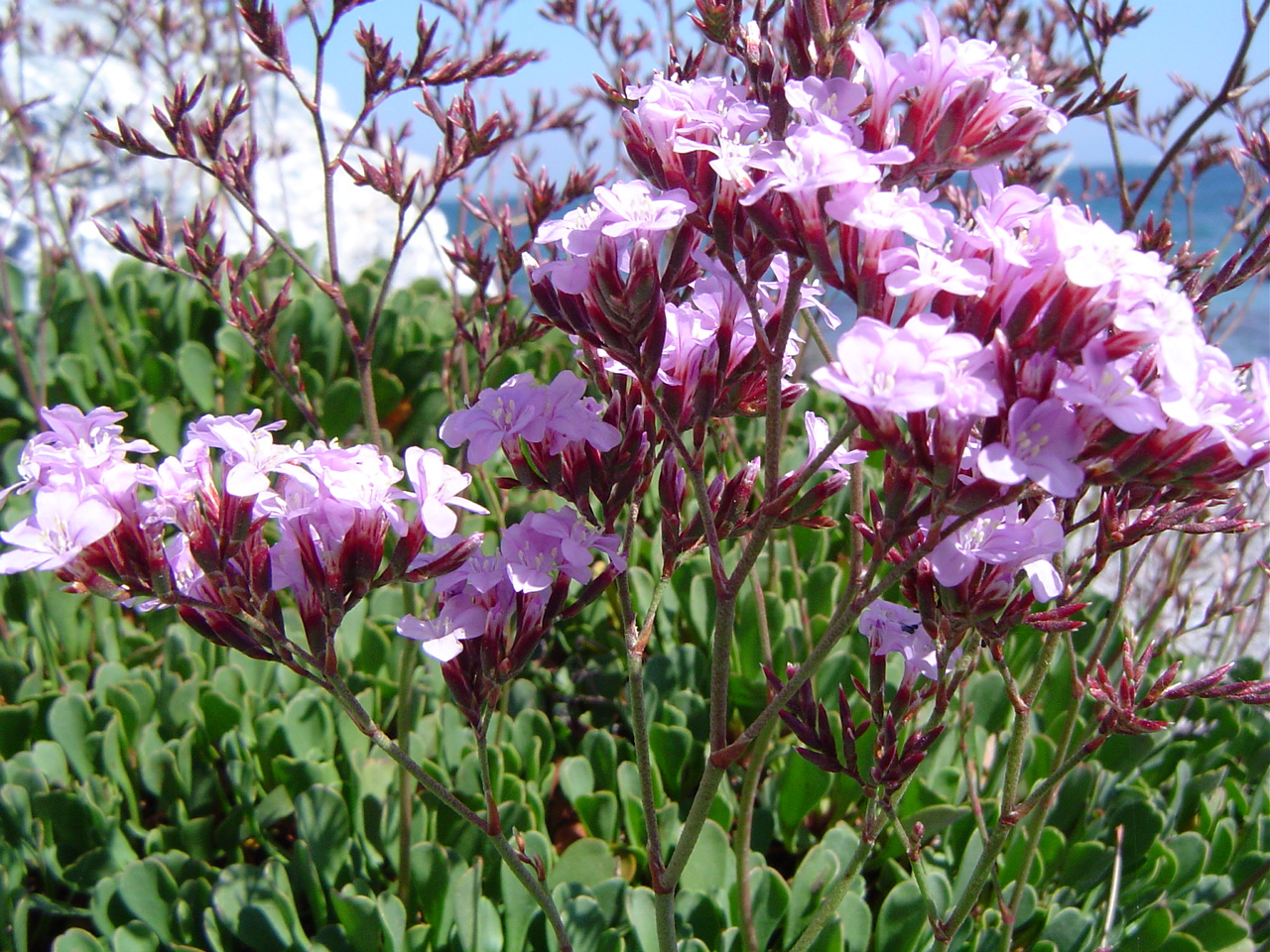
Profusa floración de Limonium emarginatum, Ceuta, España.

Las poblaciones naturales de esta especie suelen contener un gran número de individuos. En Tarifa, se distribuye por todas las rocas litorales de Punta Camarinal a lo largo de varios cientos de metros, evaluándose que esta población presenta más de 10 000 individuos. En Isla de las Palomas cubre todas las rocas del acantilado. En Gibraltar, la población se encuentran en los
acantilados de Punta Europa, adentrándose hasta la segunda línea de playa, con promedio de dos plantas por metro cuadrado. En el faro de Punta Carnero, en Algeciras, la población es más reducida, cubriendo un área aproximada de 15 x 5 m.
En Gibraltar en un  ambiente, aparentemente inhóspito debido a la fuerza de los vientos del Este y del Sur y azotado por el mar, proporciona el hábitat ideal para el crecimiento de ciertas plantas que sólo se desarrollan cerca de la costa. Entre ellas se encuentran Limonium emarginatum. Otras especies que se encuentran aquí son Crithmum maritimum, Suaeda vera, Limonium sinuatum,  Asteriscus maritimus, que en realidad se halla en cualquier lugar de La Roca; 
Frankenia laevis; Senecio bicolor subsp. cineraria. Aquí también aparecen especies muy extrañas como 
Senecio leucanthemifolius y Mesembrianthemum crystallinum

## Utilización
No se conoce ninguna aplicación hasta el momento, pero por la vistosidad de las plantas, de hoja perenne que se mantienen brillantes todo el año, y por su extenso período de floración, podría utilizarse en jardinería como planta de rocalla sobre un sustrato ácido.

## Taxonomía
Limonium emarginatum fue descrita por (Willd.) Kuntze y publicado en Revis. Gen. Pl. 2: 395. 1891
Etimología
Limonium: nombre genérico que procede del griego leimon, que significa "pradera húmeda", aludiendo al hábitat de muchas de las especies del género.
emarginatum: epíteto latino que significa "con el margen dentado".
Sinonimia
- Limonium spathulatum var. emarginatum (Rouy) C.E.Hubb. & Sandwith in Bull. Misc. Inform. Kew 1928: 151 (1928)
- Statice emarginata Willd., Enum. Pl. Horti Berol. 1: 335 (1809)
- Statice spathulata var. emarginata (Willd.) Boiss., Voy. Bot. Espagne 2: 530 (1841).[13]